# Di dân từ nông thôn đến thành thị

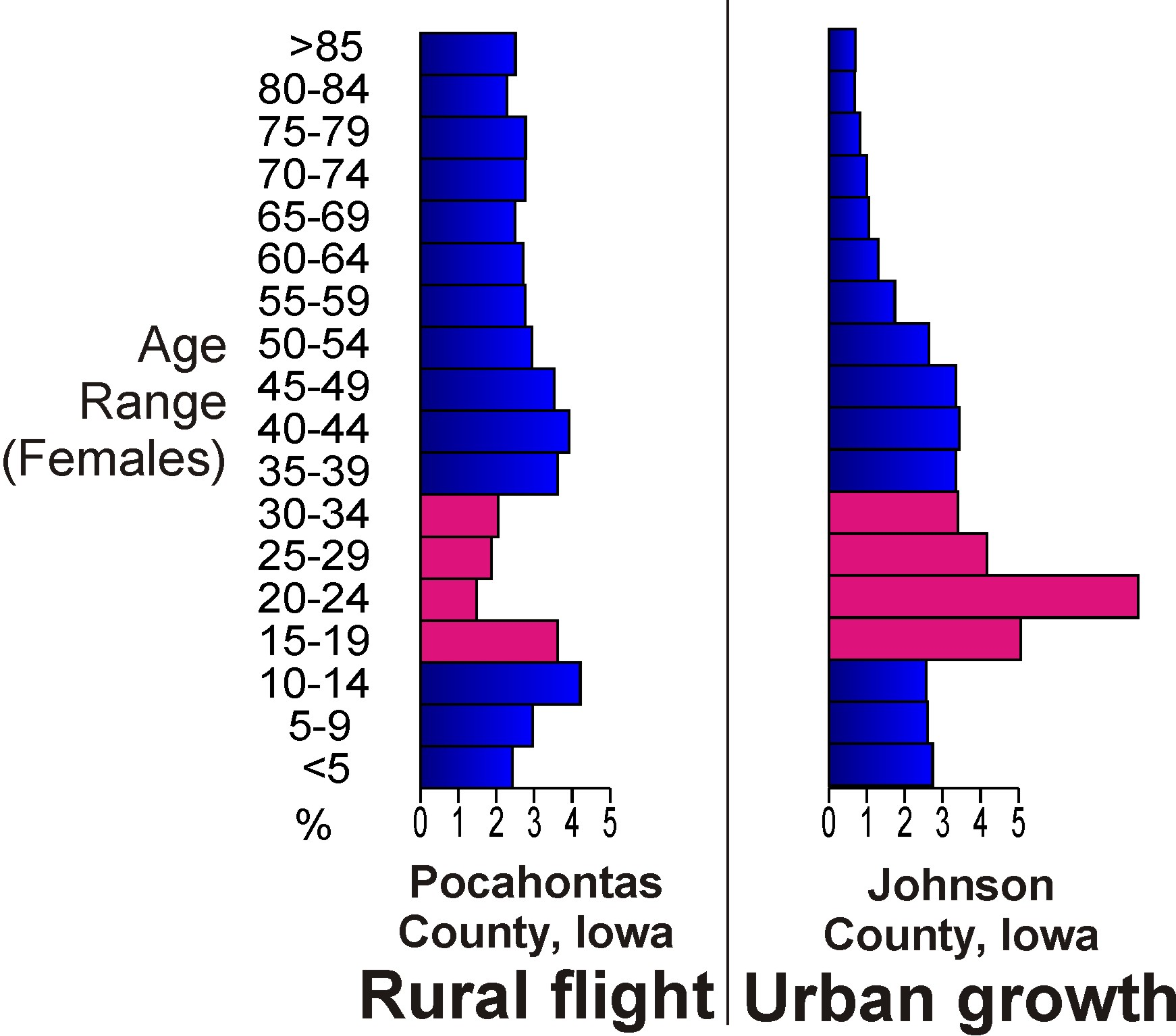
So sánh tuổi dân số giữa quận Pocahontas, Iowa và quận Johnson, Iowa thành thị, minh họa sự di dân của thanh niên (màu đỏ) đến các trung tâm đô thị ở Iowa

Di dân từ nông thôn đến thành thị (hay cuộc di cư nông thôn) là mô hình di cư của các dân tộc từ nông thôn vào thành thị. Đó là đô thị hóa nhìn từ góc độ nông thôn.
Trong thời hiện đại, điều này thường xảy ra ở một khu vực sau quá trình công nghiệp hóa nông nghiệp khi cần ít người hơn để đưa cùng một lượng sản phẩm nông nghiệp vào thị trường và các ngành công nghiệp và dịch vụ nông nghiệp liên quan được hợp nhất. Chuyến bay nông thôn trở nên trầm trọng hơn khi sự suy giảm dân số dẫn đến mất các dịch vụ nông thôn (như doanh nghiệp kinh doanh và trường học), dẫn đến mất dân số lớn hơn khi mọi người rời đi để tìm kiếm các tính năng đó.

## Xu hướng lịch sử

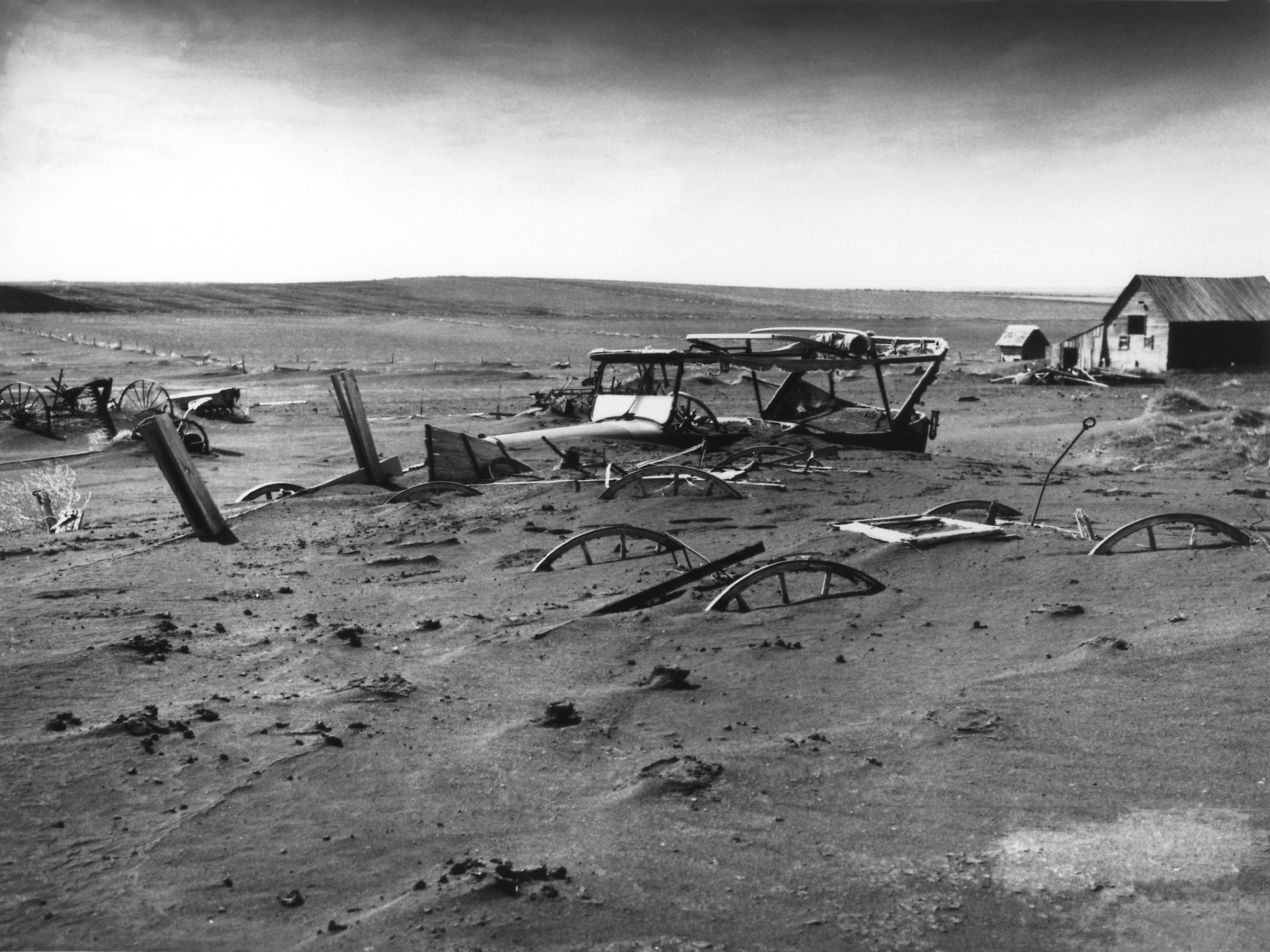
Những ảnh hưởng của Dust Bowl ở Dallas, South Dakota, tháng 5 năm 1936

Trước cách mạng công nghiệp, di cư nông thôn đến thành thị đã xảy ra ở hầu hết các khu vực địa phương. Các xã hội tiền công nghiệp không trải qua các dòng di cư nông thôn-thành thị lớn chủ yếu do các thành phố không có khả năng hỗ trợ dân số lớn. Thiếu các ngành công nghiệp lớn, tỷ lệ tử vong ở đô thị cao và nguồn cung cấp thực phẩm thấp, tất cả đều đóng vai trò là những tấm séc giữ cho các thành phố tiền công nghiệp nhỏ hơn nhiều so với các đối tác hiện đại của chúng. Athens và Rome cổ đại, các học giả ước tính, có dân số cao nhất là 80.000 và 500.000 so với dân số hiện tại của họ.
Sự khởi đầu của cuộc cách mạng công nghiệp ở châu Âu vào cuối thế kỷ 19 đã loại bỏ nhiều kiểm tra này. Khi nguồn cung thực phẩm tăng và ổn định và các trung tâm công nghiệp phát sinh, các thành phố bắt đầu hỗ trợ dân số lớn hơn, gây ra sự khởi đầu của chuyến bay nông thôn trên quy mô lớn. Vương quốc Anh đã đi từ việc có 20% dân số sống ở khu vực thành thị vào năm 1800 đến hơn 70% vào năm 1925. Trong khi cuối thế kỷ 19 và đầu thế kỷ 20 chứng kiến nhiều chuyến bay nông thôn tập trung ở Tây Âu và Hoa Kỳ, khi công nghiệp hóa lan rộng khắp thế giới trong suốt thế kỷ 20, chuyến bay nông thôn và đô thị hóa nhanh chóng theo sau. Ngày nay, chuyến bay nông thôn là một hiện tượng đặc biệt ở một số khu vực đô thị hóa mới hơn bao gồm Trung Quốc và gần đây là khu vực châu Phi hạ Sahara.

### Dust Bowl
Sự thay đổi từ hỗn hợp canh tác sinh kế sang cây trồng và vật nuôi bắt đầu vào cuối thế kỷ 19. Các hệ thống thị trường vốn mới và mạng lưới đường sắt bắt đầu xu hướng các trang trại lớn hơn sử dụng ít người hơn trên mỗi mẫu Anh. Các trang trại lớn hơn này đã sử dụng các công nghệ hiệu quả hơn như lưỡi cày thép, cơ khí máy gặt và trữ lượng hạt giống năng suất cao hơn, làm giảm đầu vào của con người trên mỗi đơn vị sản xuất. Vấn đề khác ở Đại bình nguyên Bắc Mỹ là mọi người đang sử dụng các kỹ thuật canh tác không phù hợp với điều kiện đất đai và thời tiết. Hầu hết những người homestead có trang trại gia đình thường được coi là quá nhỏ để tồn tại (dưới 320 mẫu Anh), và việc sinh sống của người Mỹ gốc Âu không thể tiếp tục như lúc đó.
Trong thời kỳ Dust Bowl và Đại suy thoái thập niên 1930, số lượng lớn người dân rời khỏi các vùng nông thôn của Đại bình nguyên và vùng Trung Tây do giá cả hàng hóa xuống cấp và nợ nần trầm trọng hơn sau nhiều năm hạn hán và các cơn bão bụi  Di dân nông thôn đến thành thị từ Đại Bình nguyên đã được miêu tả trong văn học, như tiểu thuyết của John Steinbeck The Grapes of Wrath (1939), trong đó một gia đình từ Đại Bình nguyên Bắc Mỹ di cư đến California trong Dust Bowl thập niên 1930.

### Di dân từ nông thôn đến thành thị hiện đại
Di dân từ nông thôn đến thành thị sau Thế chiến II đã được gây ra chủ yếu bởi sự lây lan của nông nghiệp công nghiệp hóa. Các trang trại gia đình nhỏ thâm dụng nhân công đã phát triển thành, hoặc đã được thay thế bởi các trang trại công nghiệp cơ giới hóa và chuyên ngành nặng. Trong khi một trang trại gia đình nhỏ thường sản xuất nhiều loại cây trồng, sân vườn và các sản phẩm động vật thì tất cả đều cần lao động đáng kể. Các trang trại công nghiệp lớn thường chỉ chuyên trồng một số loại cây trồng hoặc vật nuôi, sử dụng máy móc lớn và hệ thống chăn nuôi mật độ cao yêu cầu một phần lao động trên mỗi đơn vị sản xuất. Ví dụ: Đại học bang Iowa báo cáo số lượng nông dân chăn nuôi lợn ở Iowa đã giảm từ 65.000 vào năm 1980 xuống còn 10.000 vào năm 2002, trong khi số lượng lợn thịt trên mỗi trang trại tăng từ 200 lên 1.400.
Việc hợp nhất thức ăn, hạt giống, ngũ cốc chế biến và ngành chăn nuôi có nghĩa là có ít doanh nghiệp nhỏ hơn ở khu vực nông thôn. Sự sụt giảm này lần lượt làm trầm trọng thêm nhu cầu lao động giảm. Khu vực nông thôn từng có khả năng cung cấp việc làm cho tất cả thanh niên sẵn sàng làm việc trong điều kiện đầy thách thức, ngày càng cung cấp ít cơ hội hơn cho thanh niên. Tình hình trở nên tồi tệ hơn do sự suy giảm các dịch vụ như trường học, kinh doanh và các cơ hội văn hóa đi kèm với sự suy giảm dân số, và tuổi ngày càng tăng của dân số còn lại càng làm căng thẳng hệ thống dịch vụ xã hội của khu vực nông thôn.

### Rời bỏ các thị trấn nhỏ
Sự gia tăng của các cấu trúc nông nghiệp doanh nghiệp ảnh hưởng trực tiếp đến các cộng đồng nông thôn nhỏ, dẫn đến giảm dân số, giảm thu nhập ở một số phân khúc, tăng bất bình đẳng thu nhập, giảm sự tham gia của cộng đồng, ít cửa hàng bán lẻ và ít buôn bán hơn và ô nhiễm môi trường.

## Các yếu tố quyết định di dân khỏi nông thôn lên thành thị
Có một số yếu tố quyết định, đẩy và kéo, góp phần vào việc di dân từ nông thôn đến thành thị: mức độ cơ hội kinh tế (nhận thức) ở cộng đồng nông thôn thấp hơn so với thành thị, mức đầu tư của chính phủ vào cộng đồng nông thôn thấp hơn, cơ hội giáo dục lớn hơn ở thành phố, hôn nhân ở thành thị, và mức sinh cao hơn ở nông thôn.

### Các yếu tố quyết định kinh tế
Một số người di cư chọn cách rời khỏi cộng đồng nông thôn ra khỏi mong muốn theo đuổi cơ hội kinh tế lớn hơn ở khu vực thành thị. Cơ hội kinh tế lớn hơn có thể là thực tế hoặc nhận thức. Theo Mô hình Harris-Todaro, di cư đến các khu vực đô thị sẽ tiếp tục miễn là "thu nhập thực tế đô thị dự kiến ở lề vượt quá sản phẩm nông nghiệp thực sự" (127). Tuy nhiên, nhà xã hội học Josef Gugler chỉ ra rằng trong khi lợi ích cá nhân của việc tăng lương có thể vượt xa chi phí di cư, nếu đủ cá nhân tuân theo lý do này, nó có thể tạo ra những tác động có hại như quá tải và thất nghiệp ở cấp quốc gia. Hiện tượng này, khi tốc độ đô thị hóa vượt xa tốc độ tăng trưởng kinh tế, được gọi là đô thị hòa quá mức. Kể từ khi công nghiệp hóa nông nghiệp, cơ giới hóa đã làm giảm số lượng việc làm trong cộng đồng nông thôn. Một số học giả cũng cho rằng chuyến bay ở nông thôn do ảnh hưởng của toàn cầu hóa do nhu cầu cạnh tranh kinh tế tăng lên khiến mọi người chọn vốn hơn lao động. Đồng thời, tỷ lệ sinh ở nông thôn trong lịch sử cao hơn tỷ lệ sinh ở thành thị. Sự kết hợp giữa việc làm ở nông thôn giảm và tỷ lệ sinh ở nông thôn cao kéo dài đã dẫn đến dòng di cư từ nông thôn ra thành thị. Chuyến bay nông thôn cũng chứa một vòng phản hồi tích cực nơi những người di cư trước đây từ các cộng đồng nông thôn hỗ trợ người di cư mới thích nghi với cuộc sống thành phố. Còn được gọi là di chuyển chuỗi, mạng di cư hạ thấp các rào cản đối với di dân nông thôn lên thành thị. Ví dụ, phần lớn người di cư nông thôn ở Trung Quốc đã tìm được việc làm ở khu vực thành thị thông qua mạng lưới người di cư.
Một số gia đình chọn gửi con đến các thành phố như một hình thức đầu tư cho tương lai. Một nghiên cứu được thực hiện bởi Bates và Bennett (1974) đã kết luận rằng các cộng đồng nông thôn ở Zambia có cơ hội đầu tư khả thi khác, chẳng hạn như chăn nuôi, có tỷ lệ di cư từ nông thôn ra thành thị thấp hơn so với các khu vực không có cơ hội đầu tư khả thi. Gửi con cái của họ vào thành phố có thể phục vụ như các khoản đầu tư dài hạn với hy vọng rằng con cái họ sẽ có thể gửi kiều hối về nhà sau khi nhận được một công việc trong thành phố.
Có những thách thức nghiêm trọng phải đối mặt với những người nghèo hơn trong lĩnh vực nông nghiệp vì giảm khả năng tiếp cận đất nông nghiệp sản xuất. Các nhà đầu tư nước ngoài thông qua đầu tư trực tiếp nước ngoài (FDI) đã được khuyến khích cho thuê đất ở khu vực nông thôn ở Campuchia và Ethiopia. Điều này đã dẫn đến việc mất đất nông nghiệp, đất đai, rừng và nguồn nước từ cộng đồng địa phương. Các dự án nông nghiệp quy mô lớn được tài trợ bởi FDI chỉ sử dụng một vài chuyên gia chuyên về các công nghệ mới có liên quan.

### Các yếu tố quyết định xã hội
Trong các trường hợp khác, việc rời nông thôn đến thành thị có thể xảy ra để đáp ứng với các yếu tố xã hội. Một nghiên cứu được thực hiện vào năm 2012 chỉ ra rằng một tỷ lệ đáng kể của chuyến bay nông thôn ở Ấn Độ xảy ra do các yếu tố xã hội như di cư với hộ gia đình, hôn nhân và giáo dục. Di cư với các hộ gia đình và hôn nhân ảnh hưởng đến phụ nữ nói riêng vì thường thì họ là những người bắt buộc phải di chuyển với các hộ gia đình và chuyển sang hôn nhân, đặc biệt là ở các khu vực đang phát triển.
Thanh niên nông thôn có thể chọn rời khỏi cộng đồng nông thôn của họ như một phương pháp chuyển sang tuổi trưởng thành, tìm kiếm con đường để thịnh vượng hơn. Với sự trì trệ của nền kinh tế nông thôn và sự khích lệ từ cha mẹ, thanh niên nông thôn có thể chọn di cư đến các thành phố ngoài các chuẩn mực xã hội - thể hiện sự lãnh đạo và tự trọng. Với sự khuyến khích xã hội này kết hợp với các nền kinh tế nông thôn bị suy thoái, thanh niên nông thôn chiếm một tỷ lệ lớn người di cư đến thành thị. Ở châu Phi cận Sahara, một nghiên cứu được thực hiện bởi Touray năm 2006 chỉ ra rằng khoảng 15% (26 triệu) người di cư thành thị là thanh niên.
Cuối cùng, thiên tai thường có thể là các sự kiện đơn lẻ dẫn đến dòng di cư nông thôn - thành thị tạm thời. Ví dụ, Dust Dust năm 1930 tại Hoa Kỳ đã dẫn đến chuyến bay của 2,5 triệu người từ Đồng bằng vào năm 1940, nhiều người đến các thành phố mới ở phương Tây. Người ta ước tính rằng cứ bốn người dân ở Đồng bằng còn lại thì có một người trong số những người 1930. Gần đây hơn, hạn hán ở Syria từ năm 2006-2011 đã thúc đẩy một cuộc di cư nông thôn đến các trung tâm đô thị lớn. Dòng chảy ồ ạt ở các khu vực đô thị, kết hợp với điều kiện sống khó khăn, đã khiến một số học giả liên kết hạn hán với sự xuất hiện của Mùa xuân Ả Rập ở Syria.

## Hoa Kỳ và Canada
Thuật ngữ được sử dụng trong Hoa Kỳ và Canada để mô tả chuyến bay của người dân từ các vùng nông thôn trong khu vực Đại Bình nguyên Bắc Mỹ và Tây Trung bộ Hoa Kỳ, và đến một khu vực nông thôn nhỏ hơn phía đông bắc và đông nam và Appalachia. Nó cũng đặc biệt đáng chú ý trong các phần của Canada Đại Tây Dương (đặc biệt là Newfoundland), kể từ khi sụp đổ của các ngư trường cá tuyết Đại Tây Dương vào năm 1992.

## Trung Quốc
Trung Quốc, giống như nhiều quốc gia công nghiệp hóa khác, đã có một khởi đầu tương đối muộn cho di cư từ nông thôn đến thành thị. Cho đến năm 1983, chính phủ Trung Quốc, thông qua hộ khẩu, đã hạn chế rất nhiều khả năng công dân của họ di cư trong nội bộ. Kể từ năm 1983, chính phủ Trung Quốc đã dần dần dỡ bỏ các hạn chế đối với di cư nội bộ. Điều này đã dẫn đến sự gia tăng lớn về số lượng người di cư đến khu vực thành thị. Tuy nhiên, ngay cả ngày nay, hệ thống hộ khẩu giới hạn khả năng của người di cư nông thôn để có thể tiếp cận đầy đủ các dịch vụ xã hội đô thị với chi phí được trợ cấp đô thị.
Như với hầu hết các ví dụ về di cư từ nông thôn đến thành thị, một số yếu tố đã dẫn đến quá trình đô thị hóa khổng lồ của Trung Quốc. Chênh lệch thu nhập, áp lực gia đình, lao động thặng dư ở nông thôn do tỷ lệ sinh trung bình cao hơn và điều kiện sống được cải thiện đều có vai trò góp phần vào dòng người di cư từ nông thôn ra thành thị. Khoảng 250 triệu người di cư nông thôn hiện đang sống ở các thành phố với 54% tổng dân số Trung Quốc sống ở thành thị.